# Konrad Rakemann
Konrad Rakemann (* 8. Dezember 1902 in Sarstedt; † 16. April 1964 in Sarstedt) war ein deutscher Politiker (SPD) und Mitglied des Niedersächsischen Landtages.

## Biografie
Rakemann absolvierte eine Dreherlehre und bildete sich in Abendschulen technisch weiter fort. Er trat der Gewerkschaft und dem Arbeitersportbund bei und wurde 1920 Mitglied der SPD. Später übernahm er in Sarstedt den Vorsitz der dortigen SPD und wurde 1929 dort Bürgervorsteher. Wegen seiner Mitgliedschaft in der SPD wurde er  1933 entlassen. In der Folge arbeitete er als Ingenieur bis Ende des Zweiten Weltkrieges. Nach Kriegsende wurde er im Landkreis Hildesheim-Marienburg Abgeordneter des Kreistages. Vom 20. April 1947 bis 30. April 1951 war Rakemann Mitglied des Niedersächsischen Landtages (1. Wahlperiode). 